# Майлен (Канзас)
Майлен (англ. Milan) — місто (англ. city) в США, в окрузі Самнер штату Канзас. Населення — 56 осіб (2020).

## Географія
Майлен розташований за координатами 37°15′27″ пн. ш. 97°40′26″ зх. д. / 37.25750° пн. ш. 97.67389° зх. д. (37.257514, -97.673925).  За даними Бюро перепису населення США в 2010 році місто мало площу 0,33 км², уся площа — суходіл.

## Демографія
Згідно з переписом 2010 року, у місті мешкали 82 особи в 36 домогосподарствах у складі 26 родин. Густота населення становила 248 осіб/км².  Було 55 помешкань (167/км²).
Расовий склад населення:
| - 93,9 % — білих - 4,9 % — осіб інших рас |

До двох чи більше рас належало 1,2 %. Частка іспаномовних становила 1,2 % від усіх жителів.
За віковим діапазоном населення розподілялося таким чином: 22,0 % — особи молодші 18 років, 54,8 % — особи у віці 18—64 років, 23,2 % — особи у віці 65 років та старші. Медіана віку мешканця становила 41,0 року. На 100 осіб жіночої статі у місті припадало 100,0 чоловіків;  на 100 жінок у віці від 18 років та старших — 106,5 чоловіків також старших 18 років.
Середній дохід на одне домашнє господарство  становив 33 297 доларів США (медіана — 28 750), а середній дохід на одну сім'ю — 39 135 доларів (медіана — 45 000). За межею бідності перебувало 25,0 % осіб, у тому числі 47,1 % дітей у віці до 18 років та 0,0 % осіб у віці 65 років та старших.
Цивільне працевлаштоване населення становило 32 особи. Основні галузі зайнятості: виробництво — 40,6 %, освіта, охорона здоров'я та соціальна допомога — 31,3 %, будівництво — 12,5 %, транспорт — 6,3 %.